# Forte Scarato
Il Forte Scarato sorge in posizione dominante su una collina presso Giovo Ligure nel comune di Pontinvrea. Faceva parte di un sistema difensivo composto da 6 diverse piazzeforti poste a guardia del Colle del Giovo per proteggere il Piemonte da eventuali invasioni dal mare.
A pianta pentagonale e consto da una batteria in muratura, era dotato di tre massicce caponiere e casematte per fucileria. Il primo piano del forte ospitava le camerate e i locali di servizio della truppa; nel piano sottostante erano ubicati i magazzini, la riserva delle munizioni e la polveriera. La batteria era armata con un affusto corazzato per due cannoni da 120 ARC in cupola Gruson..